# Parketjurist
Een parketjurist is in België een ambtenaar van de rechterlijke orde. 'Parketjurist" is een ambt en een titel (art. 162 § 1 van het Gerechtelijk Wetboek). Parketjuristen zijn doctors of licentiaten (masters) in de rechten. Ze staan de magistraten van het Openbaar Ministerie bij.  

## Taak en bevoegdheid
De parketjurist is een ambtenaar van het openbaar ministerie. De parketjurist behoort tot de rechterlijke orde. Hij behoort tot het gerechtspersoneel [1]. De parketjurist  is geen magistraat. De parketjurist maakt geen deel uit van het administratief personeel.  
De parketjurist wordt door de Koning benoemd in een rechtsgebied van een hof van beroep en door de minister van Justitie aangewezen om het ambt, volgens de behoeften van de dienst, uit te oefenen binnen dit rechtsgebied. Die aanwijzing kan ofwel plaatsvinden bij het hof van beroep, het arbeidshof of het parket-generaal, ofwel bij een rechtbank of een parket uit het rechtsgebied van dat hof van beroep (artikel 162 §3 Gerechtelijk Wetboek).
De parketjuristen bereiden het werk van de magistraten op juridisch vlak voor, onder hun gezag en volgens hun aanwijzingen, met uitsluiting van taken die door de wet aan de griffiers of aan de secretarissen zijn opgedragen.   
Zij staan onder gezag en toezicht van de korpschef van het parket of het parket-generaal waaraan zij zijn toegewezen. De korpschef (al naargelang het geval is dit de procureur des konings of de procureur-generaal) staat in voor de toewijzing van hun opdrachten (art. 162 § 2 van het Gerechtelijk Wetboek).
In 2016 werd door de "Potpourri II-wet"[2] de taakomschrijving van het ambt gevoelig uitgebreid.  Bij een met redenen omklede individuele beschikking en na positief advies van de bevoegde procureur-generaal, kan de korpschef de uitoefening van alle bevoegdheden van het openbaar ministerie  delen[3] met de bij het parket-generaal, het auditoraat-generaal, het federaal parket, het parket of het arbeidsauditoraat aangewezen vastbenoemde parketjuristen, voor zover deze over een anciënniteit van ten minste twee jaar als jurist binnen de rechterlijke orde beschikken. Deze bevoegdheden kunnen op elk ogenblik door de korpschef worden beëindigd.
De wet bepaalt (in artikel 162 § 2 Gerechtelijk Wetboek) dat de parketjuristen waarvoor dergelijke individuele beschikking werd genomen (a) de strafvordering kunnen uitoefenen voor de politierechtbank behoudens voor inbreuken op artikel 419, tweede lid, van het Strafwetboek en (b) de strafvordering niet kunnen uitoefenen voor de hoven van assisen, voor de correctionele kamers van de hoven van beroep, voor de correctionele rechtbanken en in geval van voorlopige hechtenis. Ze kunnen evenmin maatregelen vorderen in jeugdzaken. 
De parketjurist oefent de strafvordering dus uit op de terechtzitting, voor de rechtbank. De parketjurist draagt de toga zoals voorgeschreven voor de leden van het parket van de procureur des Konings tijdens de terechtzitting wanneer hij of zij voor de rechtbank de strafvordering uitoefent. 
De wet bepaalt  wanneer de parketjuristen de strafvordering al dan niet kunnen uitoefenen. De wet bepaalt dus niet dat de parketjuristen de strafvordering kunnen instellen.
Het Grondwettelijk Hof achtte de bevoegdheidsomschrijving zoals vermeld in art. 162 § 2 van het Gerechtelijk Wetboek voldoende duidelijk en verenigbaar met legaliteitsbeginsel van artikel 12, lid 2 van de Grondwet krachtens hetwelk een opsporingsonderzoek, een gerechtelijk onderzoek en een vervolging slechts kan worden ingesteld volgens een bij de wet vastgestelde procedure waarvan de burger vooraf kennis moet kunnen nemen. De wettelijke regeling omschrijft inderdaad op limitatieve, nauwkeurige en duidelijke wijze de bevoegdheden die niet door de parketjuristen kunnen worden uitgeoefend[4].
De omzendbrief COL 1/2017 van het College van procureurs-generaal specificeert het principe vermeld in de wet als volgt. Uit artikel 162 § 2 Gerechtelijk Wetboek volgt dat alle bevoegdheden van het openbaar ministerie door de parketjuristen kunnen worden uitgeoefend voor zover ze de strafvervolging niet instellen.  De parketjurist kan een opsporingsonderzoek voeren en alle wettelijke toegestane onderzoeksdaden stellen uitgezonderd in het kader van de voorlopige hechtenis. De parketjurist kan een inbeslagname, een bankonderzoek, de identificatie van een telefoonnummer of het onderscheppen van post bevelen of de politiediensten vorderen om een onderzoeksdaad te stellen. De bijzondere opsporingsmethoden kunnen niet uitgevoerd worden wegens de gevoelige aard en de complexiteit van de dossiers waarin deze methoden worden ingezet. Ook de verruimde minnelijke schikking is uitgesloten [5].    
Het Hof van Cassatie heeft in haar arrest van 13 april 2021 geoordeeld dat  het instellen van een hoger beroep tegen een vonnis van de politierechtbank of het indienen van een appelverzoekschrift of grievenformulier niet valt onder het begrip uitoefening van de strafvordering voor de politierechtbank in de zin van artikel 162, § 2, vierde lid, Gerechtelijk Wetboek. Het afleggen van een verklaring van hoger beroep en het indienen van een dergelijk verzoekschrift of grievenformulier bepaalt immers  de saisine van het appelgerecht en vormt het aanvangspunt van de procedure bij het appelgerecht. Parketjuristen kunnen dus geen hoger beroep instellen tegen een vonnis  van de politierechter waarbij ze de strafvordering hebben uitgeoefend [6].
Voetnoten
[1] Binnen de rechterlijke macht wordt zelden of geen gebruik gemaakt van het woord “ambtenaar”. Dit gebeurt een zeldzame keer wel voor het openbaar ministerie (bvb. in artikel 59 van de Grondwet : De vervolging in strafzaken van een lid van een van beide Kamers kan, tijdens de zitting, enkel worden ingesteld door de ambtenaren van het openbaar ministerie en de bevoegde ambtenaren). Dit belet niet dat het gerechtspersoneel, ingevolge hun statuut, eenzijdige aanstelling door de overheid enz… ambtenaren zijn. Voor het begrip “ambtenaar” zie het proefschrift van A. DE BECKER, De juridische grondslagen van de rechtspositie van de ambtenaar, Brussel, VUB, 2006 en de publicaties van Prof. R. JANVIER.
[2] Wet van 5 februari 2016 tot wijziging van het strafrecht en de strafvordering en houdende diverse bepalingen inzake justitie, B.S. 19 februari 2016. Het artikel 197 van de wet van 5 februari 2016 vult artikel 162 § 2 Ger. Wb. aan.
[3] De wetgever vermeldde initieel de woorden ‘toekennen (van bevoegdheden) aan (de parketjurist)’.  Deze woorden werden nadien vervangen door de woorden ‘delen (van bevoegdheden) met (de parketjurist)’ (nl. door art. 38 van de wet "Potpourri III" van 4 mei 2016 houdende internering en diverse bepalingen inzake Justitie). Hiermee werd tegemoet gekomen aan de opmerking in het advies van de Raad van State dat de bevoegdheden van een parketjurist op elk moment door een parketmagistraat kunnen uitgeoefend worden  (Parl. St. Kamer 54-1590/001, 37). 
[4] Arrest nr. 148/2017 van het Grondwettelijk Hof van 21 december 2017, zie hierover D. VAN DAELE, Nullum Crimen 2018, 62 ev.
[5] Omzendbrief COL nr. 01/2017 van het college van het openbaar ministerie inzake delegatie van bevoegdheden aan parketjuristen. (Noot : de Omzendbrief spreekt ten onrechte van "delegatie van bevoegdheden" aangezien de bevoegdheden van de parketjurist gestoeld zijn op de wet.) 
[6] Cass. 13 april 2021 arrest P.21.0006.N., zie R. VASSEUR, De Juristenkrant 28 april 2021, 9.

## Benoeming
Parketjuristen worden door de Koning benoemd (art. 162 § 3 van het Gerechtelijk Wetboek).
Om tot parketjurist bij een parket van een hof van beroep, een arbeidshof of bij een rechtbank te worden benoemd, moet de kandidaat doctor, licentiaat of master in de rechten zijn en geslaagd zijn voor een vergelijkende selectie voor parketjurist, georganiseerd door Selor - het Selectiebureau voor de federale overheid (art. 261 van het Gerechtelijk Wetboek).